# Родез
Роде́з (фр. Rodez [ʁɔˈdɛz], окс. Rodés [rʊˈdes]) — город на юге Франции, префектура департамента Аверон.
Население составляет 26 тыс. жителей, с пригородами — до 50 тыс.

## История
Город расположен на холме, возвышающемся над рекой Аверон.
Он был известен по крайней мере с V в. до н. э. В составе Римской империи он носил имена Сегодунум (лат. Segodunum) «ржаной холм» и Цивитас Рутенорум (лат. Civitas Rutenorum) «город рутенов» — от кельтского племени, чьим главным городом и являлся Родез.
До Великой французской революции Родез был столицей провинции Руэрг.

## Достопримечательности

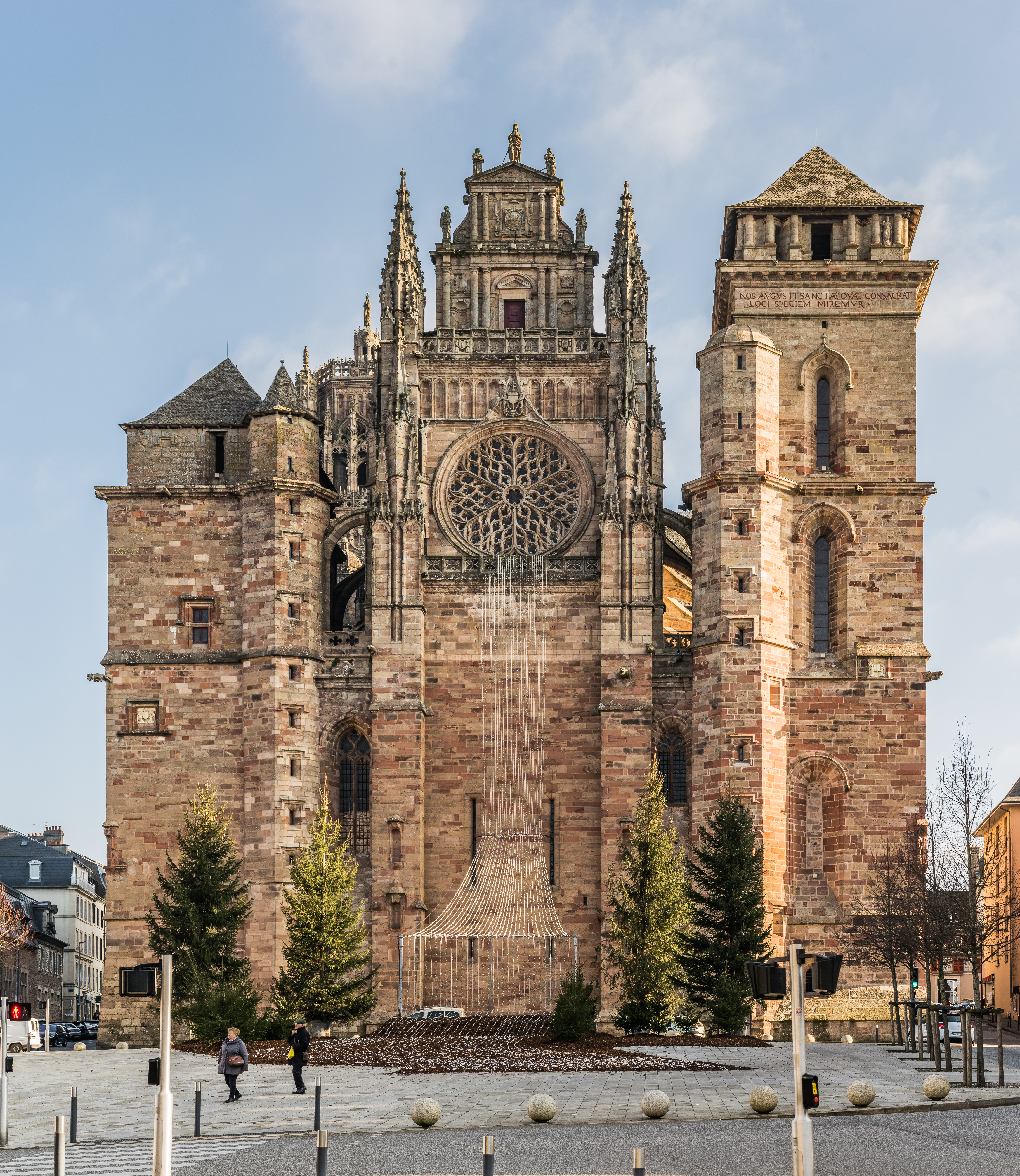
Собор Нотр-Дам в Родезе

Главная достопримечательность — собор Нотр-Дам.

## Экономика
Родез традиционно является центром торговли сельскохозяйственной продукцией.

## Транспорт
Город обслуживает международный аэропорт Родез — Аверон (фр.).

## Спорт
В городе базируется одноимённая футбольная команда, выступающая в Лиге 2.

## Города-побратимы
- Бамберг, Германия (1970)
- Фдерик, Мавритания (1997)